# 19 Pułk Piechoty Obrony Krajowej
19 Pułk Piechoty Obrony Krajowej Lwów – pułk piechoty cesarsko-królewskiej Obrony Krajowej. 

## Historia
19 Pułk Piechoty Obrony Krajowej Lwów został sformowany 1 maja 1889 roku we Lwowie z połączenia czterech samodzielnych batalionów Obrony Krajowej, utworzonych w 1869 roku, a mianowicie:
- Batalionu Obrony Krajowej Lwów Nr 63,
- Batalionu Obrony Krajowej Żółkiew Nr 64,
- Batalionu Obrony Krajowej Złoczów Nr 67,
- Batalionu Obrony Krajowej Tarnopol Nr 71.

1 października 1898 roku ze składu pułku zostały wyłączone dwa bataliony, które stały się bazą nowego 35 Pułku Piechoty OK w Złoczowie. Był to III/19 pp (były Batalion OK Złoczów Nr 67) i IV/19 pp (były Batalion OK Tarnopol Nr 71). W miejsce wymienionych, został utworzony nowy III batalion. Od tego roku w składzie pułku były trzy bataliony i kadra batalionu zapasowego.
Kolory pułkowe: trawiasty (grasgrün), guziki srebrne z oznaczeniem „19”. W lipcu 1914 roku skład narodowościowy pułku: 59% – Ukraińcy, 31% – Polacy.
W latach 1903–1914 komenda pułku oraz wszystkie bataliony stacjonowały we Lwowie. Okręg uzupełnień – Lwów i Brzeżany.
W 1914 roku pułk wchodził w skład 85 Brygady OK należącej do 30 Dywizji Piechoty, a ta z kolei do XI Korpusu.
W czasie I wojny światowej pułk walczył z Rosjanami w 1914 i 1915 roku w Galicji między innymi w okolicach Limanowej, Bochni i Gorlic. Największe straty jednostka poniosła w bitwie pod Gorlicami. Żołnierze pułku są pochowani m.in. na cmentarzach: Cmentarz wojenny nr 224 – Brzostek, Cmentarz wojenny nr 31 – Szerzyny, Cmentarz wojenny nr 34 – Ołpiny.
11 kwietnia 1917 roku pułk został przemianowany na 19 Pułk Strzelców (niem. 19 Schützen-Regimenter Lemberg).

## Żołnierze pułku
Komendanci pułku
- płk Emil Rycerz Versbach von Hadamar (1899)
- płk Josef Hielle (1903–1904)
- płk Franz Daute (1905–1909)
- płk Artur Kaltneker (1910–1912)
- płk Karl Jent (1913–1914)

Oficerowie
- kpt. Mykoła Marynowycz (1889–1908)
- por. Geza Szczyrkowski
- por. Władysław Śniadowski
- por. rez. Ferdynand Andrusiewicz
- por. rez. Stanisław Peszkowski
- por. rez. Alfred Riesser
- por. rez. Jan Schramm
- ppor. rez. Stefan Manasterski[a]
- ppor. rez. Tadeusz Mitraszewski
- ppor. rez. Adam Próchnik
- ppor. rez. Stanisław Toruń
- ppor. nieakt. Mieczysław Stefko
- chor. rez. Tadeusz Kirchner
- chor. rez. Egon Krulisz
- asyst. lek. Izaak Chotiner vel Chartiner

Obsada personalna w 1914 roku
- komendant pułku – płk Karl Jent
- adiutant – por. Karl Huder
- komendant I batalionu – mjr Franz Springisfeld
- komendant II batalionu – mjr Franciszek Paulik
- komendant III batalionu – mjr Alexander Süß
- komendant kadry batalionu zapasowego – mjr Kajetan Amirowicz
- komendant okręgu uzupełnień – ppłk Ludwik Trexler
- komendant okręgu pospolitego ruszenia Lwów nr 19 – mjr Johann Opletal
- kpt. Ryszard Hausner
- kpt. Kazimierz Horoszkiewicz
- kpt. Mieczysław Linde
- komendant oddziału karabinów maszynowych I batalionu – por. Anton Treybal
- komendant oddziału karabinów maszynowych II batalionu – por. Wenzel Balzer
- komendant oddziału karabinów maszynowych III batalionu – por. Anton Grießl